# الدوري الأمريكي لكرة القدم 2011
الدوري الأمريكي لكرة القدم 2011 (بالإنجليزية: 2011 Major League Soccer season)‏ هو الموسم 16 من  الدوري الأمريكي لكرة القدم. أقيم خلال الفترة 15 مارس 2011 وحتى 20 نوفمبر 2011، وكان عدد الأندية المشاركة فيه  18، وفاز فيه لوس أنجلوس غلاكسي.